# Academia Peruana de la Lengua
La Academia Peruana de la Lengua (APL) es una institución cultural que agrupa a literatos, escritores, poetas, lingüistas y científicos, expertos en el uso del idioma español en el Perú. Es miembro colectivo de la Asociación de Academias de la Lengua Española.

## Establecimiento
Fue establecida en Lima el 5 de mayo de 1887 como correspondiente a la Real Academia Española. El 30 de agosto realizó su primera  función  pública en el salón de actos de la Universidad Nacional Mayor de San Marcos, cuando se eligió como primer presidente a Francisco García Calderón, expresidente del Perú. Si bien es cierto que se inauguró en 1887, su inicio fue pospuesto a causa de la Guerra del Pacífico, ya que durante la ocupación chilena de Lima gran parte de los libros de la Biblioteca Nacional fueron sustraídos y  llevados a Chile como botín de guerra; este suceso forzó que Ricardo Palma priorice la reconstrucción de la Biblioteca dejando de lado la idea de inaugurar años antes la APL.
A García Calderón le sucede Ricardo Palma, primero como presidente y luego como director. Palma fue un valiente defensor de los peruanismos, que expuso en sus libros Papeletas lexicográficas y Neologismos y americanismos, además de intermediar con la Real Academia Española para que los acepte. 
Entre sus miembros se encuentra Mario Vargas Llosa, galardonado con el Premio Cervantes (1994) y con el Premio Nobel de Literatura (2010), quien además tiene un sillón en la Real Academia Española. Pero junto a este insigne nombre de la literatura hispanoamericana, también fueron miembros de renombre: Víctor Andrés Belaúnde, Guillermo Hoyos Osores, Augusto Tamayo Vargas, Luis Jaime Cisneros, además  Aurelio y Francisco  Miró Quesada. En el terreno de la lingüística quechua relacionada al español del Perú, participa Rodolfo Cerrón Palomino, y en peruanismos —sobre todo limeñismos y arcaismos—, Martha Hildebrandt.
El poeta y escritor Marco Martos Carrera (Lima, 1942) fue el presidente de la institución desde 2018 hasta 2022. El actual presidente es Eduardo Hopkins Rodríguez, quien ha sido elegido hasta el año 2025.
La Academia —con sede en Lima— organizó el VIII Congreso Internacional de la Asociación de Academias (1980).

## Académicos

### Académicos de número

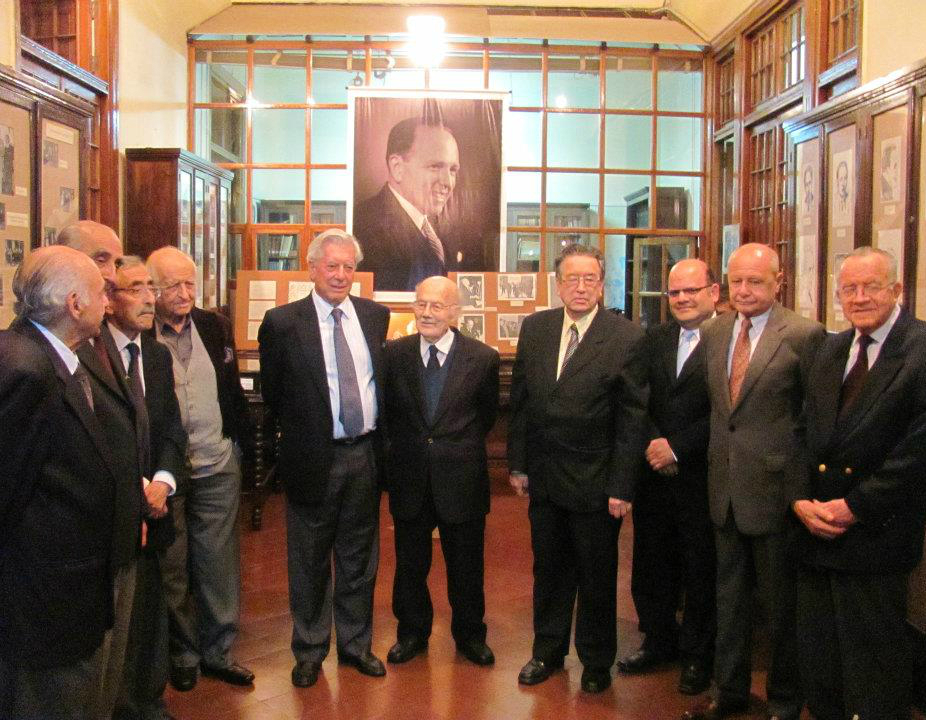
Intelectuales peruanos y miembros de la Academia Peruana de la Lengua en su visita al Instituto Raúl Porras Barrenechea de la Universidad de San Marcos (2011). Entre los presentes destacan: Mario Vargas Llosa, Marco Martos, Jorge Puccinelli, Camilo Fernández Cozman, Fernando de Szyszlo, Edgardo Rivera Martínez, Carlos Germán Belli, entre otros.

| Académico                           | Fecha de incorporación | Ocupación                                 | Año de nacimiento | Lugar de nacimiento | Notas                                                    |
| ----------------------------------- | ---------------------- | ----------------------------------------- | ----------------- | ------------------- | -------------------------------------------------------- |
| Martha Hildebrandt Pérez-Treviño    | 1971                   | Lingüista, política                       | 1925              | La Libertad         | Secretaría Perpetua 1993-2005                            |
| Mario Vargas Llosa                  | 1975                   | Escritor                                  | 1936              | Arequipa            |                                                          |
| Carlos Germán Belli                 | 1980                   | Escritor                                  | 1927              | Lima                |                                                          |
| Manuel Pantigoso Pecero             | 1982                   | Poeta, crítico literario                  | 1936              | Lima                |                                                          |
| Rodolfo Cerrón-Palomino             | 1991                   | Lingüista                                 | 1940              | Junín               |                                                          |
| Gustavo Gutiérrez Merino Díaz       | 1995                   | Sacerdote, teólogo                        | 1928              | Lima                |                                                          |
| Fernando de Trazegnies Granda       | 1996                   | Abogado, historiador, genealogista        | 1935              | Lima                |                                                          |
| José León Herrera                   | 1998                   | Filósofo, orientalista                    | 1930              | Lima                |                                                          |
| Marco G. Martos Carrera             | 1999                   | Escritor                                  | 1942              | Piura               | Presidente de la Academia del 2006 al 2014 y desde 2018. |
| Ricardo González Vigil              | 2000                   | Poeta, crítico literario                  | 1949              | Lima                |                                                          |
| Ricardo Silva-Santisteban Ubillús   | 2001                   | Poeta, editor, crítico literario          | 1941              | Lima                | Presidente de la Academia del 2014 al 2017               |
| Eduardo Francisco Hopkins Rodríguez | 2005                   |                                           |                   |                     |                                                          |
| Salomón Lerner Febres               | 2006                   | Filósofo                                  | 1944              | Lima                |                                                          |
| Alberto Varillas Montenegro         | 2008                   | Abogado                                   | 1934              | Lima                |                                                          |
| Camilo Rubén Fernández Cozman       | 2008                   | Poeta                                     | 1965              | Lima                |                                                          |
| Alonso Cueto Caballero              | 2009                   | Escritor                                  | 1954              | Lima                |                                                          |
| Marcial Rubio Correa                | 2010                   | Abogado, constitucionalista               | 1948              | Lima                |                                                          |
| Harry Belevan-McBride               | 2012                   | Diplomático                               | 1945              | Lima                |                                                          |
| Carlos Thorne Boas                  | 2012                   | Abogado, filósofo, novelista              | 1926              | Lima                |                                                          |
| Carlos Garatea Grau                 | 2014                   | Filólogo, lingüista                       | 1966              | Lima                |                                                          |
| Víctor Oswaldo Holguín Callo        | 2014                   | Historiador                               | 1950              | Lima                |                                                          |
| Antonio González Montes             | 2014                   |                                           | 1949              | Lima                |                                                          |
| Eliana González Cruz                | 2017                   | Lingüista                                 | 1968              | Lambayeque          |                                                          |
| Óscar Coello Cruz                   | 2022                   | Poeta, catedrático y crítico literario    | 1947              | Piura               | Editor del Boletín de la Academia Peruana de la Lengua   |
| Jorge Antonio Valenzuela Garcés     | 2022                   | Catedrático, escritor y crítico literario | 1962              | Lima                |                                                          |

### Académicos fallecidos
- Francisco García-Calderón y Landa
- Ricardo Palma
- José de la Riva Agüero y Osma
- Víctor Andrés Belaúnde Diez-Canseco
- Aurelio Miró Quesada Sosa
- José Jiménez Borja
- Augusto Tamayo Vargas
- Luis Alberto Sánchez Sánchez
- Estuardo Núñez Hague
- Luis Jaime Cisneros Vizquerra
- Francisco Miró-Quesada Cantuarias
- José Agustín de la Puente Candamo
- Fernando de Szyszlo Valdelomar
- Edgardo Rivera Martínez
- Martha Hildebrandt
- Ismael Pinto Vargas
- Eugenio Chang Rodríguez
- Luis Alberto Ratto Chueca
- Mario Vargas Llosa

### Académicos correspondientes peruanos
- Sr. D. Alfredo Bryce Echenique
- Sr. D. Armando Zubizarreta
- Sr. D. Luis Enrique López
- Sra. D.ª Rocío Caravedo
- Sr. D. Julio Ortega
- Sr. D. Pedro Lasarte
- Sr. D. Juan Carlos Godenzzi
- Sr. D. Jesús Cabel Moscoso

### Académicos correspondientes extranjeros
- Sr. D. James Higgins
- Sr. D. Humberto López Morales
- Sr. D. Julio Calvo Pérez
- Sr. D.ª Raquel Chang-Rodríguez
- Sr. D.ª Isabelle Tauzin-Castellanos
- Sr. D.ª Inmaculada Lergo
- Sr. D. Pedro Lastra
- Sr. D. Stephen M. Hart
- Sr. D. Juan Jesús Armas Marcelo
- Sr. D. César Ferreira
- Sr. D. Thomas Ward

### Académicos honorarios
- Sr. D. Johan Leuridan Huys
- Sr. D. Antonio Gamoneda Lobón
- Sr. D. Jorge Eduardo Arellano

## Presidentes
- Francisco García-Calderón y Landa (1887-1905)
- Ricardo Palma (1905-1919)
- Javier Prado (1919-1921)
- José de la Riva Agüero y Osma (1934-1944)
- Víctor Andrés Belaúnde Diez-Canseco (1944-1966)
- Aurelio Miró Quesada Sosa (1967-1979)
- José Jiménez Borja (1979-1982)
- Augusto Tamayo Vargas (1982-1988)
- Estuardo Núñez Hague (1988-1991)
- Luis Jaime Cisneros Vizquerra (1991-2005)
- Marco G. Martos Carrera  (2006-2014)
- Ricardo Silva-Santisteban Ubillús (2014-2017)
- Marco G. Martos Carrera  (2018-2022)
- Eduardo Hopkins Rodríguez  (2022-2025)